# Zjitnitsa (Kardzjali)
Zjitnitsa (Bulgaars: Житница) is een dorp in het zuiden van Bulgarije. Het dorp is gelegen in de gemeente Tsjernootsjene in oblast Kardzjali. Het dorp ligt 13 km ten noordwesten van Kardzjali en 194 km ten zuidoosten van de hoofdstad Sofia. 

## Bevolking
Op 31 december 2020 telde het dorp 238 inwoners, een daling ten opzichte van het hoogste inwoneraantal van 406 personen in 1985.
| Bevolkingsontwikkeling tussen 1934 en 2020          |
| --------------------------------------------------- |
|                                                     |
| Bron: Nationaal Statistisch Instituut van Bulgarije |

Het dorp wordt uitsluitend bewoond door etnische Turken.
| Etnische samenstelling van de respondenten (2011) | Etnische samenstelling van de respondenten (2011) | Etnische samenstelling van de respondenten (2011) | Etnische samenstelling van de respondenten (2011) | Etnische samenstelling van de respondenten (2011) |
| ------------------------------------------------- | ------------------------------------------------- | ------------------------------------------------- | ------------------------------------------------- | ------------------------------------------------- |
|                                                   |                                                   |                                                   |                                                   |                                                   |
| Bulgaren                                          | Bulgaren                                          |                                                   | 0,0%                                              | 0,0%                                              |
| Turken                                            | Turken                                            |                                                   | 100,0%                                            | 100,0%                                            |
| Roma                                              | Roma                                              |                                                   | 0,0%                                              | 0,0%                                              |
| Anders/Onbekend                                   | Anders/Onbekend                                   |                                                   | 0,0%                                              | 0,0%                                              |